# Лудањице
Лудањице (слч. Ludanice) насељено је мјесто са административним статусом сеоске општине (слч. obec) у округу Топољчани, у Њитранском крају, Словачка Република.

## Становништво
| Година:    | 1994. | 2004.   | 2014.   | 2024.   |
| ---------- | ----- | ------- | ------- | ------- |
| Број људи: | 1887  | 1836    | 1848    | 1719    |
| Разлика:   |       | -2,70 % | +0,65 % | -6,98 % |

| Година:    | 2023. | 2024.   |
| ---------- | ----- | ------- |
| Број људи: | 1723  | 1719    |
| Разлика:   |       | -0,23 % |

Према подацима о броју становника из 2011. године насеље је имало 1.851 становника.